# Hombrados
Pour l’article homonyme, voir José Javier Hombrados pour le handballeur international espagnol.
Hombrados est une commune d'Espagne de la province de Guadalajara dans la communauté autonome de Castille-La Manche.